# Вільні демократи (Грузія)
Вільні демократи (груз. თავისუფალი დემოკრატები) — ліберальна політична партія в Грузії під головуванням Іраклія Аласанії. Заснована 16 липня 2009 під назвою «Наша Грузія — Вільні демократи» (груз. ჩვენი საქართველო — თავისუფალი დემოკრატები), партія була в опозиції до президента Міхеїла Саакашвілі і його Єдиного національного руху.
На парламентських виборах 2012 року, партія стала частиною альянсу «Грузинська мрія», який переміг на виборах Єдиний національний рух.
Демократи підтримують президентську республіку зі сильним парламентом і незалежною судовою системою та широким спектром автономії місцевої влади.
Зовнішньополітичними пріоритетами партії є повна інтеграція країни в європейські та євроатлантичні структури, поглиблення і зміцнення добросусідських відносин з країнами регіону, вдосконалення та зміцнення обороноздатності країни.